# Cassiano Ricardo (ator)
Cassiano Ricardo Mendes Paiva (São Paulo, 7 de março de 1955) é um ator, dublador e apresentador de televisão brasileiro.
Foi dublador do Clube do Chaves exibido em 2001 e 2002. Também trabalhou em Topo Gigio. Nos DVDs Chespirito lançados recentemente foi substituído por Tatá Guarnieri.
Como apresentador, Cassiano comandava os extintos programas: Enigma e Janela Indiscreta na TV Cultura.

## Trabalhos como ator

### No cinema
| Ano  | Título                                | Personagem          |
| ---- | ------------------------------------- | ------------------- |
| 1995 | Felicidade É...                       | [ 1 ]               |
| 1995 | Esperando Roque                       | Falcão              |
| 1993 | Capitalismo Selvagem                  | Paulo Henrique      |
| 1989 | Fogo e Paixão                         | [ 4 ]               |
| 1988 | História Familiar                     | Pedro               |
| 1987 | O País dos Tenentes                   | Luís Carlos Prestes |
| 1983 | O Médium                              |                     |
| 1978 | Seduzidas pelo Demônio                | Roberto (jovem)     |
| 1978 | Adultério por Amor                    | Marinho             |
| 1976 | Tiradentes, O Mártir da Independência |                     |

### Na televisão
| Ano  | Título                     | Personagem          |
| ---- | -------------------------- | ------------------- |
| 2016 | Nada Será Como Antes       | Dr. Silveira        |
| 2013 | O Dentista Mascarado       | Joca Menendez       |
| 2004 | A Diarista                 | Assessor            |
| 1999 | Suave Veneno               | Josué               |
| 1997 | Anjo Mau                   | Gastão              |
| 1997 | Você Decide                | Robson              |
| 1991 | Felicidade                 | Sérgio              |
| 1991 | Filhos do Sol              | Hiran               |
| 1991 | Na Rede de Intrigas        | Gustavo Bastos      |
| 1990 | Fronteiras do Desconhecido | Aramel              |
| 1989 | Kananga do Japão           | Luiz Carlos Prestes |